# @Home Network
@Home Network war von 1996 bis 2002 ein Anbieter von Hochgeschwindigkeitskabel-Internetdiensten.

## Geschichte
@Home Network wurde von Milo Medin, Kabelunternehmen Tele-Communications Inc. (TCI), Comcast und Cox Communications sowie William Randolph Hearst III, der ihr erster CEO war, als Joint Venture zur Herstellung von Hochgeschwindigkeits-Kabel-Internetdiensten über eine Zweiwege-Fernsehkabel-Infrastruktur gegründet. In der Blütezeit des Unternehmens stellte es Hochgeschwindigkeits-Internetdienste für 4,1 Millionen Abonnenten in den Vereinigten Staaten, Kanada, Japan, Australien und den Benelux-Staaten (Belgien, Niederlande, Luxemburg) bereit. Das Unternehmen operierte als vier Joint Ventures, von denen drei international tätig waren. Im Jahr 1999 erwarb das Unternehmen Excite. Im Jahr 2008 wurde @Home mit Ziggo fusioniert.